# Пэ Дуна
Пэ Дуна́ (кор. 배두나?, 裵斗娜?, род. 11 октября 1979) — южнокорейская актриса, модель и фотограф. За пределами Кореи наиболее известна ролью подруги главного героя, политактивистки Чха Ённи в фильме Пак Чхан Ука «Сочувствие господину Месть» (2002), ролью Пак Намджу в фильме «Вторжение динозавра» (2006), а также ролью Сонми-451 в фильме Ланы и Лилли Вачовски «Облачный атлас» (2012). Также снималась в телесериалах «Море Спокойствия», «Лес тайн», «Восьмое чувство» и «Королевство зомби».

## Биография
Пэ Дуна родилась в Сеуле 11 октября 1979 года. С детства она посещала вместе со своей матерью, известной театральной актрисой Ким Хваён, театры и прослушивания, по ходу запоминая фразы диалогов. Но нельзя сказать, что это приблизило Пэ Дуну к актёрской профессии. Как она сказала однажды: «Люди могут подумать, что я стала актрисой, потому что моя мать выступала в театре. Но на меня этот опыт произвел скорее противоположный эффект. Видя стольких выдающихся актёров, выступавших вместе с моей мамой, я считала, что этой работой могут заниматься только необычайно талантливые люди».
В 1998 году Пэ Дуна окончила Университет Ханян, после чего была замечена на улице модельным агентством. Она рекламировала одежду фирмы COOLDOG и других компаний. В 1999 она переключилась на актёрскую деятельность, дебютировав в телесериале канала KBS «Школа». В этом же году она сыграла роль Пак Ынсо в фильме «Звонок: Вирус», корейском ремейке знаменитого японского фильма. В том же 1999 году Пэ Дуна получила свою первую награду: «Самая популярная актриса», от канала KBS.
В 2000 году режиссёр Пон Джун Хо взял её на роль Хённам в фильм «Лающие собаки никогда не кусают» из-за её согласия играть в фильме без макияжа, что другие актрисы отказывались делать. За этим последовали другие успешные роли: в фильме 2001 года «Присмотрите за моей кошкой» режиссёра Чон Джэына и в фильме 2002 года «Сочувствие господину Месть» режиссёра Пак Чхан Ука.
2003 год был не таким щедрым для Пэ Дуны, так как оба её фильма «Метро» и «Ты любишь весенних мишек?» провалились в прокате. После окончания съёмок последнего, она решила сделать перерыв в своей актёрской карьере, сказав: «Я никогда не сидела без дела. К моменту, когда фильм представлялся прессе, я уже снималась в следующем проекте… Я решила для себя: мой первый период окончен. После небольшого отдыха я начну всё с чистого листа».
Во время перерыва в актёрской карьере Пэ Дуна занялась фотографией. Многие из её работ можно увидеть в её официальном блоге и в опубликованных фотокнигах. Пэ Дуна наконец ступила на сцену театра в 2004 году, приняв участие в постановке «Sunday Seoul», одним из соавторов которой был Пак Чхан Ук, с которым ей уже доводилось работать раньше.
В 2005 году Пэ Дуна снялась в японском фильме «Линда, Линда, Линда», став первой корейской актрисой, снявшейся в главной роли в японском фильме. В 2006 году она снова снялась у режиссёра Пон Джун Хо в фильме «Вторжение динозавра», который стал самым кассовым фильмом в истории южнокорейского кино.
В 2006 году, когда телеканал OCN провёл опрос о том, какие актёры напоминают зрителям героев из других произведений, 1106 человек нашли наибольшее сходство между Пэ Дуна и Рей Аянами из аниме «Евангелион».
В 2009 году актриса удостоилась сразу нескольких наград за её работу в фильме Хирокадзу Корээды «Надувная кукла», в котором она исполнила роль куклы для развлечений, которая однажды оживает и начинает познавать окружающий мир.
В 2012 году актриса снялась в фантастическом фильме «Облачный атлас» режиссёров Тома Тыквера, Лилли и Ланы Вачовски.

## Фильмография

### Фильмы
- Звонок: Вирус / 링 바이러스 (1999)
- Лающие собаки никогда не кусают / 플란다스의 개 (2000)
- Сливовый цвет[англ.] / 청춘 (2000)
- Присмотрите за моей кошкой[англ.] / 고양이를 부탁해 (2001)
- Сочувствие господину Месть / 복수는 나의 것 (2002)
- Спасти мужа[англ.] / 굳세어라 금순아 (2002)
- Метро / 튜브 (2003)
- Ты любишь весенних мишек?[англ.] / 봄날의 곰을 좋아하세요? (2003)
- Линда, Линда, Линда[англ.] / リンダ リンダ リンダ (2005)
- Tea Date (короткометражка, 2005)
- Вторжение динозавра / 괴물 (2006)
- Надувная кукла / 空気人形 (2009)
- Книга Судного дня[англ.] / 인류멸망보고서 (2012)
- Корея[англ.] / 코리아 (2012)
- Облачный атлас / Cloud Atlas (2012)
- Девочка у моей двери / 도희야 (2014)
- Восхождение Юпитер / Jupiter Ascending (2015)
- Тоннель / 터널 (2016)
- Посредники / 브로커 (2022)
- Следующая жертва[англ.] / 다음 소희 (2023)
- Мятежная Луна: Дитя огня / Rebel Moon (2023)
- Мятежная Луна: Оставляющая шрамы / Rebel Moon — Part Two: The Scargiver (2024)

### Телевидение
- Школа (KBS, 1999)
- Ad Madness (KBS, 1999)
- Love Story: Miss Hip-hop and Mr. Rock (SBS, 1999)
- Turn Your Angry Face (KBS, 2000)
- Love Cruise 사랑의 유람선 (KBS, 2000)
- ДНК (KBS, 2000)
- Матери и сёстры (MBC, 2000)
- I Want To Keep Seeing You (SBS, 2001)
- You say it’s love, but I think it’s desire [Open Drama Man & Woman episode] (SBS, 2001)
- Деревенская принцесса (MBC, 2003)
- Розмари (KBS, 2003)
- Сердцебиение (MBC, 2005)
- Когда-нибудь (OCN, 2006)
- Идеальный сосед (SBS, 2007)
- Мастер обучения (KBS, 2010)
- Глория (MBC, 2010)
- Восьмое чувство (Netflix, 2015)
- Лес тайн[англ.] (Netflix, tvN, 2017—2020)
- Супружеский хаос[англ.] (2018)
- Персона (мини-сериал, 2019)
- Королевство зомби (Netflix, 2019—2020)
- Море Спокойствия (Netflix, 2021)

## Дискография
- We Are Paranmaum (2005)
- Linda Linda Linda OST (2005)

## Награды
- 1999 KBS Drama Awards: Лучшая новая актриса (School, Ad Madness)
- 2000 KBS Drama Awards: Netizen Popularity Award (RNA)
- 2000 Blue Dragon Awards: Лучшая новая актриса (Лающие собаки никогда не кусают)
- 2001 Korean Critics Association (Critics Choice) Awards: Лучшая актриса (Присмотрите за моей кошкой)
- 2001 Chunsa Film Art Awards: Лучшая актриса (Присмотрите за моей кошкой)
- 2002 Baeksang Arts Awards: Лучшая актриса (Присмотрите за моей кошкой)
- 2002 Pusan Film Critics Awards: Лучшая актриса (Присмотрите за моей кошкой)
- 2006 Director’s Cut Awards: Лучшее исполнение (Хозяин, весь актёрский состав)
- 2010 Tokyo Sports Film Awards: Лучшая актриса (Надувная кукла)
- 2010 Takasaki Film Festival: Лучшая актриса (Надувная кукла)